# Michał Malinowski (aktor)
Michał Malinowski (ur. 24 października 1990 w Warszawie) – polski aktor telewizyjny, filmowy, dubbingowy i teatralny.

## Życiorys
Urodził się w Warszawie. Jako nastolatek trenował jazdę konną w stylu western, ma tytuł wielokrotnego Mistrza Polski w tej dziedzinie.
W 2014 ukończył studia na Wydziale Aktorskim łódzkiej PWSFTviT.
W 2010 zadebiutował na szklanym ekranie, grając w serialu TVP1 Ojciec Mateusz. Zyskał popularność w roli Wojciecha Szczepańskiego w serialu TVP1 Wszystko przed nami. Po zakończeniu emisji w kwietniu 2013 występował w roli Norberta Owczarka w telenoweli TVN Na Wspólnej. Od 2016 grał Pawła Nowogrodzkiego w operze mydlanej Polsatu Pierwsza miłość. Pojawił się też gościnnie w produkcjach kinowych i telewizyjnych, takich jak m.in.: Druga szansa, Barwy szczęścia, Hotel 52 czy Ułaskawienie.
Występował w Teatrze Zamiast w Łodzi oraz Teatrze Katarynka w Warszawie. 19 czerwca 2017 na deskach Teatru Capitol zadebiutował w roli Rysia w spektaklu Skok w bok (Fringe Benefits) autorstwa Donalda Churchilla i Petera Yeldhama w reżyserii Andrzeja Rozhina.
Był uczestnikiem siódmej edycji programu rozrywkowego Polsatu Dancing with the Stars. Taniec z gwiazdami (2017).
Pasjonuje się żeglarstwem i lubi podróżować autostopem – w 2015 przejechał w ten sposób trasę Warszawa–Pekin wraz z kolegą z serialu Na Wspólnej, Dawidem Czupryńskim. Pod koniec 2019 wycofał się z życia publicznego i wyruszył w samotny rejs po Oceanie Atlantyckim na własnoręcznie zrobionym jachcie, który zakończył w 2025.

## Filmografia
- 2010: Ojciec Mateusz – Jędrek (odc. 55)
- 2010: Equus (spektakl szkolny) – chór / konie
- 2010: Bracia (etiuda szkolna) – brat III
- 2010: Ballada (etiuda szkolna) – dres
- 2011: Prosto w serce – Piotrek, chłopak Poli (odc. 23, 31)
- 2011: Pasta z makreli (etiuda szkolna) – kelner
- 2012: Lekarze – chłopak Kasi (odc. 6)
- 2012: Hotel 52 – Dawid (odc. 55)
- 2012: Barwy szczęścia – Mieszko (odc. 730, 732)
- 2012–2013: Wszystko przed nami – Wojciech Szczepański
- 2013: Klara. W przedsionku śmierci – Zbigniew Lazarowicz
- 2014: Na dobre i na złe – Hubert Kłos (odc. 562)
- 2014: Dzwony wojny – krzyczący żołnierz (odc. 2)
- 2015: Historia Ireny Sendlerowej – motorniczy
- 2015–2017, 2019: Na Wspólnej – Norbert Owczarek
- 2016: Druga szansa – kolega Kamila (odc. 9 sezon II)
- 2016–2019: Pierwsza miłość – Paweł Nowogrodzki
- 2017: Powiedz (etiuda szkolna) – kochanek
- 2018: Ułaskawienie – Wacław "Odrowąż" Szewczyk
- 2019: Pułapka – Maciej Turski (odc. 12-13)
- 2019: Echo serca – Czarek Arendarski (odc. 33)
- 2019: Jak poślubić milionera – piłkarz Adam Cieślik
- 2019: Ojciec Mateusz – Andrzej Schiller, brat Wojciecha (odc. 269)
- 2020: Przyjaciółki – Marcin (odc. 171, 172, 173)
- 2023: Paraiso blanco – Lewis[5]

## Polski dubbing
- 2011: Ninjago: Mistrzowie spinjitzu – Morro
- 2013: Młodzi Tytani: Akcja!
- 2013: Chica Vampiro. Nastoletnia wampirzyca
- 2015: Battlefield Hardline